# Steve Rachmad
Steve Rachmad, ook bekend als Sterac (Amsterdam, 19 november 1969, volledige naam: Steve Jerome Rachmad), is een Amsterdamse gevestigde dj en producer die zich sinds 1995 voornamelijk bezighoudt met elektronische muziekstijlen techno, house en electro. Hij is bekend om zijn remixen, waarvan een aantal onder verschillende pseudoniemen zijn verschenen.

## Trivia
- Steve Rachmad was de recordhouder als het gaat om het aantal optredens op Awakenings. Zijn optreden op 29 september 2007 was zijn 32ste.